# 우스티오르딘스키
우스티오르딘스키(러시아어: Усть-Орды́нский, 부랴트어: Усть-Ордын)는 이르쿠츠크주에 위치한 도시로 예전엔 우스티오르딘스키부랴트 자치구의 중심지였다.
인구는 1만 2,800명(2002)이다.
쿠다강(안가라강의 지류)이 흐르고, 이르쿠츠크에서 북동쪽으로 62 km지점에 위치해 있다.